# Městský fotbalový stadion Miroslava Valenty
Městský fotbalový stadion Miroslava Valenty (Nederlands: Stedelijk voetbalstadion Miroslav Valenta) is een voetbalstadion in Uherské Hradiště, Tsjechië. Het stadion wordt sinds 2000 gebruikt door de ePojisteni ligaclub 1. FC Slovácko. Tot 2000 werd het stadion gebruikt door FC SYNOT Slovácká Slavia Uherské Hradiště, een van de twee clubs waaruit 1. FC Slovácko is ontstaan. Het stadion is tegenwoordig vernoemd naar Miroslav Valenta, een inmiddels overleden ondernemer en stuwende kracht achter 1. FC Slovácko. In 2015 werden drie groepswedstrijden van het EK onder 21 in het stadion gespeeld. In 2017 werd er in het stadion Miroslava Valenty gespeeld om de Česko-slovenský Superpohár.
Andrův stadion (SK Sigma Olomouc) ·
Ďolíček (Bohemians Praag 1905) ·
Fotbalový stadion Střelecký ostrov (SK Dynamo České Budějovice) ·
Letní stadion (FK Pardubice) ·
Malšovická aréna (FC Hradec Králové) ·
Městský stadion (MFK Karviná) ·
Městský stadion (FK Mladá Boleslav) ·
Městský stadion v Ostravě-Vítkovicích (FC Baník Ostrava) ·
Městský fotbalový stadion Miroslava Valenty (1. FC Slovácko) ·
Na Julisce (FK Dukla Praag) ·
Stadion Na Stínadlech (FK Teplice) ·
Fortuna arena (SK Slavia Praag) ·
Stadion města Plzně (FC Viktoria Pilsen) ·
Stadion Sparty na Letné (AC Sparta Praag) ·
Stadion Střelnice (FK Jablonec) ·
Stadion u Nisy (FC Slovan Liberec)
Andrův stadion (SK Sigma Olomouc „B“) ·
Letná (FC Zlín) ·
Městský fotbalový stadion Srbská (FC Zbrojovka Brno) ·
Městský stadion (Slezský FC Opava) ·
Městský stadion v Kotlině (FK Varnsdorf) ·
Městský stadion v Ostravě-Vítkovicích (FC Baník Ostrava „B“) ·
Hřiště v Kvapilově ulici (FC Silon Táborsko) ·
Sportovní areál Drnovice (MFK Vyškov) ·
Sportovní areál Na Chvalech (SK Slavia Praag "B") ·
Stadion FK Viktoria Žižkov (FK Viktoria Žižkov / AC Sparta Praag „B“) · 
Stadion SK Líšeň (SK Líšeň 2019) ·
Stadion v Jiráskově ulici (FC Vysočina Jihlava) ·
Stadion v Kollárově ulici (FC Sellier & Bellot Vlašim) ·
Stadion Za Místním nádražím (1. SK Prostějov) ·
Stadion Za Vodojemem (MFK Chrudim) ·
Stadion Evžena Rošického · Strahovstadion